# Josep Alemany i Juvé
Josep Alemany i Juvé (1890- Barcelona, 1 de setembre de 1972) va ser un arquitecte català. Obtingué el seu títol professional el 1918 i va ser arquitecte municipal de Santa Coloma de Gramenet entre els anys 1920 i 1960 i arquitecte municipal de Sant Just Desvern entre els anys 1924 i 1967, en què es jubilà.

## Obres destacades
Va ser autor de molts edificis que han arribat als nostres dies, molts d'ells actualment protegits. Entre d'altres, els següents:
- Cinema Capitol, Santa Coloma de Gramenet, anys 1920
- Camp de les Corts, 1922
- Casa Nadal, Montcada i Reixac, 1925
- Edifici al carrer Olzinelles de la Cooperativa La Lleialtat Santsenca, 1928
- Façana de El Molino, 1929
- Culminació del pavelló B de l'Hospital de l'Esperit Sant, Santa Coloma de Gramenet, 1929
- Mercat de Santa Coloma de Gramenet, 1930-1939
- Reconstrucció de l'església parroquial dels sants Just i Pastor, Sant Just Desvern, 1939-1944
- Cases Petit, Sant Just Desvern, 1930
- Refugi antiaeri, Sant Just Desvern, 1938
- Ampliació de l'Ateneu, Sant Just Desvern, 1955-1957
- Casa de la Vila, Sant Just Desvern, 1957.[2][5]

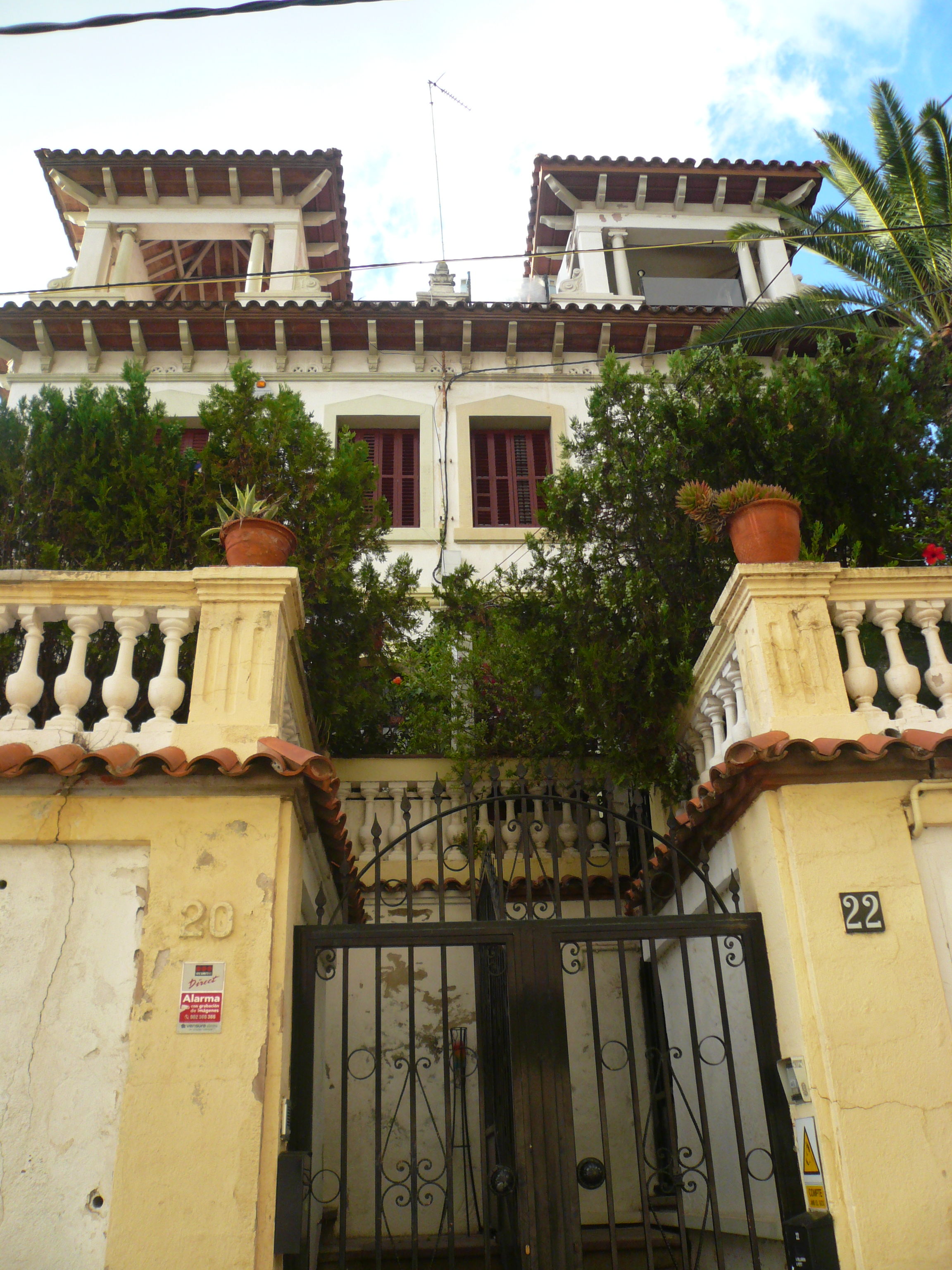
Cases Petit
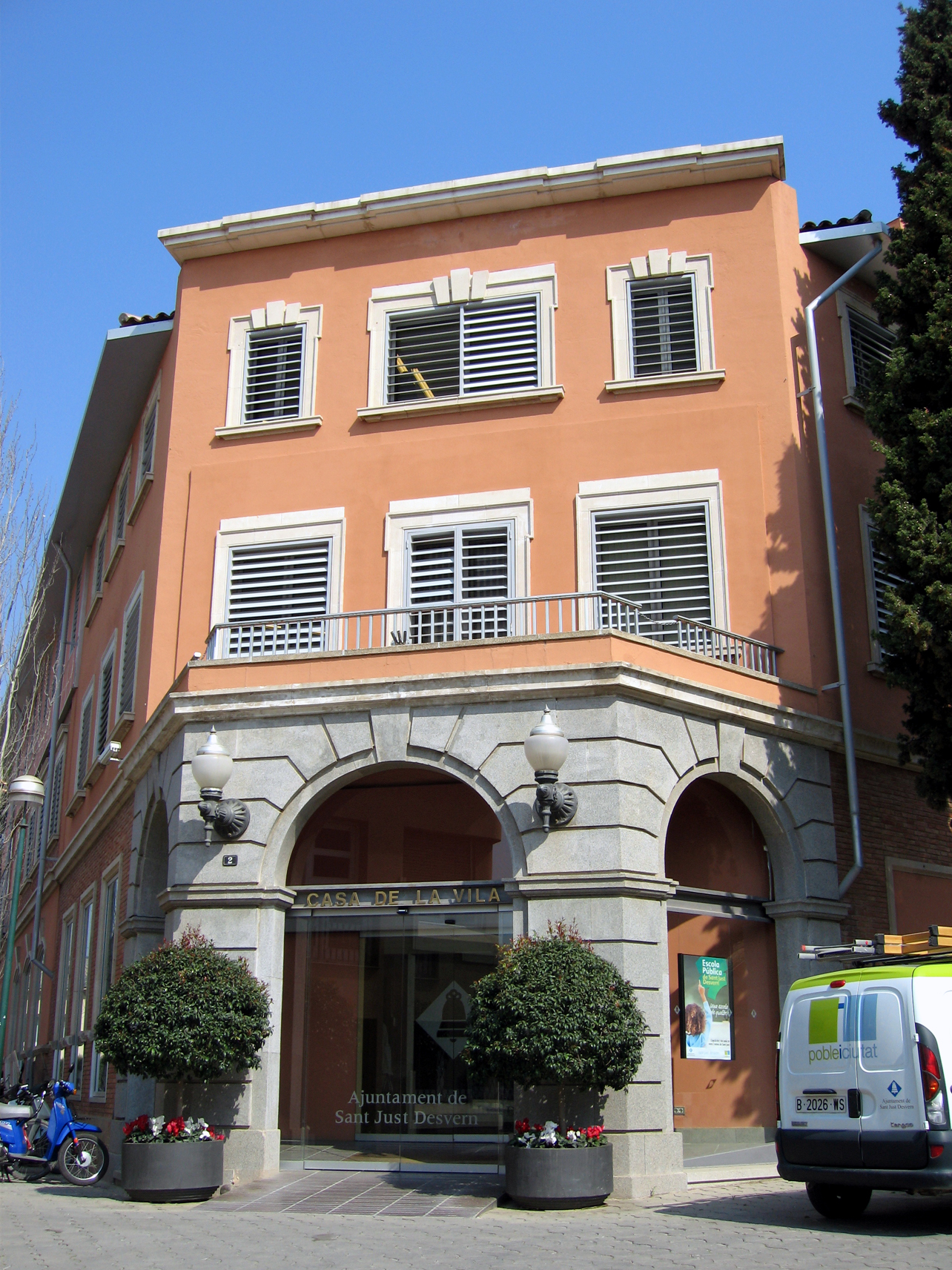
Ajuntament de Sant Just Desvern